# 川南柳
川南柳（学名：Salix wolohoensis）是杨柳科柳属的植物，为中国的特有植物。分布于中国大陆的四川、云南等地，生长于海拔900米至4,280米的地区，多生长在沟谷和山坡路旁，目前尚未由人工引种栽培。